# Peugeot Typ 56

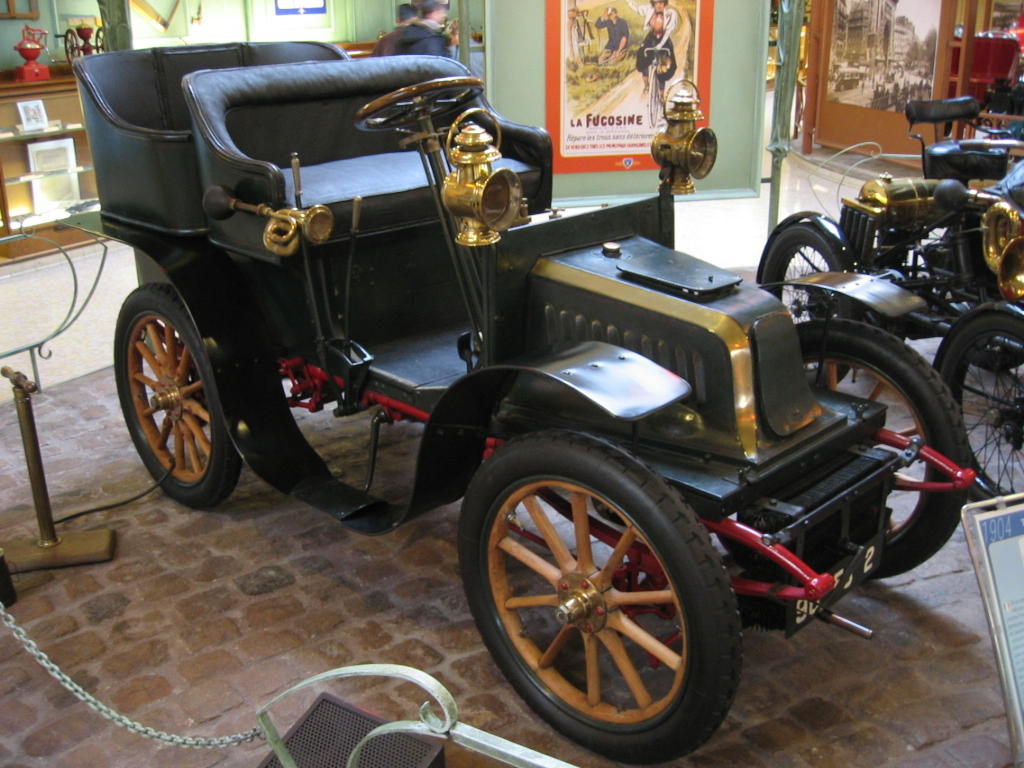
Peugeot Typ 56 im Peugeot-Museum Sochaux

Der Peugeot Typ 56 ist ein frühes Automodell des französischen Automobilherstellers Peugeot, von dem 1903 im Werk Audincourt 166 Exemplare produziert wurden.
Die Fahrzeuge besaßen einen Einzylinder-Viertaktmotor, der vorne angeordnet war und über Kardan die Hinterräder antrieb. Der Motor leistete aus 833 cm³ Hubraum 6,5 PS.
Bei einem Radstand von 175 cm betrug die Spurbreite 108 cm. Die Karosserieform Tonneau bot Platz für vier Personen.